# Callophrys poletus
Callophrys poletus är en fjärilsart som beskrevs av Druce. Callophrys poletus ingår i släktet Callophrys och familjen juvelvingar. Inga underarter finns listade i Catalogue of Life.